# Stazione di Daejeon
La stazione di Daejeon (대전역 - 大田驛 Daejeon-yeok) è una stazione ferroviaria di Daejeon, si trova nel quartiere di Dong-gu ed è la stazione che serve i treni KTX dell'alta velocità coreana, nonché la più importante della città.